# Il Liceo Voltaire
Il Liceo Voltaire è una miniserie televisiva francese composta di otto episodi, creata da Marie Roussin, diretta da Alexandre Castagnetti e Edouard Salier e visibile su Prime Video dal 13 giugno 2021.

## Trama
Saint-Jean-d'Angély, Francia, 1963. Il Liceo Voltaire, precedentemente riservato solo ai ragazzi, accoglie per la prima volta le ragazze, in classi miste. Il loro arrivo segna un profondo sconvolgimento per l'organizzazione scolastica, per gli insegnanti e soprattutto per gli studenti.

## Tematiche
La serie narra un inizio di emancipazione femminile, che poi prenderà forza con i movimenti del Sessantotto. Nonostante il racconto principale sia incentrato sulle reazione dei ragazzi all'inedita convivenza con persone dell'altro sesso, nella trama vengono inserite diverse tematiche che coinvolgono soprattutto le donne: l'affrancamento economico e culturale, l'omosessualità, l'aborto, le relazioni clandestine, le differenze di classe .